# OFK Jugoslavija Jabuka
OFK Jugoslavija Jabuka (srpski: ОФК Југославија Јабука) srbijanski je nogometni klub iz Jabuke, općina Pančevo, Južnobanatski okrug, Vojvodina.

U sezoni 2024./25. natječe se u Drugoj južnobanatskoj ligi "Zapad", šestom rangu srpskog nogometnog sustava.

## O klubu
Osnovan je pod imenom Zeamais 1933. godine kao pogon tvornice škroba u Jabuci kod Pančeva, a 1935. godine mijenja ime u Jugoslavija. Tvornica stoji iza kluba, dovode se igrači iz Beograda koji se zapošljavaju u tvornici, pa klub vrlo brzo postaje najjači u Banatu. U sezoni 1939./40. osvojio je prvenstvo Petrovgradskog podsaveza i kroz jake kvalifikacije s pobjednicima još 9 podsaveza izborio se za uvrštenje u najbolje momčadi Srpskog nogometnog saveza (SLS) i Kraljevine Jugoslavije za sezonu 1940./41. Klub je igrao Ligu Srbije kao domaćin u Pančevu. Zbog početka Drugog svjetskog rata prvenstvo nije odigrano u cijelosti. Klub se potpuno preselio u Pančevo i promijenio ime u PAK (Pančevački atletski klub) 1941., a sezonu 1941./42. igrao je u sjevernoj skupini SLS kao Majzen. Zatim prestaje s djelovanjem. Na temeljima PAK-a 1945. godine u Pančevu nastaje FD Sloga, koja fuzijom 1946. godine mijenja ime u Dinamo. Klub se obnavlja u Fiskulturni aktiv Štrikanac, a u Jabuci se osniva klub Tri zvezde, koji se kasnije spajanjem ova dva kluba reorganizira u klub FK Skrobarac, koji 1954. godine preuzima staro ime Jugoslavija. Danas se OFK Jugoslavija iz Jabuke natječe u Drugoj južnobanatskoj ligi "Zapad".
Momčad 1940./41.: Puhar (Jovanović), Stokić (Damjanović), Bezuljević, Aćimović (Damnjanov), Deči, Ugrišić, Rauh, Dabić, Tubić (Kocić), Demendi, Kovačević.

## Prvenstva
| Sezona    | Razred | Liga                             | Broj momčadi | Mjesto | Izvor |
| --------- | ------ | -------------------------------- | ------------ | ------ | ----- |
| 2008./09. | V.     | PFL Pančevo                      | 16           | 8.     | link  |
| 2009./10. | V.     | PFL Pančevo                      | 16           | 13.    | link  |
| 2010./11. | V.     | PFL Pančevo                      | 16           | 11.    | link  |
| 2011./12. | V.     | PFL Pančevo                      | 16           | 4.     | link  |
| 2012./13. | V.     | PFL Pančevo                      | 16           | 13.    | link  |
| 2013./14. | V.     | PFL Pančevo                      | 16           | 10.    | link  |
| 2014./15. | V.     | PFL Pančevo                      | 16           | 5.     | link  |
| 2015./16. | V.     | PFL Pančevo                      | 16           | 12.    | link  |
| 2016./17. | V.     | PFL Pančevo                      | 16           | 8.     | link  |
| 2017./18. | V.     | PFL Pančevo                      | 16           | 15.    | link  |
| 2018./19. | V.     | PFL Pančevo                      | 18           | 12.    | link  |
| 2019./20. | V.     | PFL Pančevo                      | 16           | 13.    | link  |
| 2020./21. | V.     | PFL Pančevo                      | 16           | 13.    | link  |
| 2021./22. | V.     | PFL Pančevo                      | 16           | 15.    | link  |
| 2022./23. | VI.    | Druga južnobanatska liga "Zapad" | 10           | 3.     | link  |
| 2023./24. | VI.    | Druga južnobanatska liga "Zapad" | 10           | 4.     | link  |
| 2024./25. | VI.    | Druga južnobanatska liga "Zapad" | 10           |        | link  |

## Poveznice
- Profil na srbijasport.net